# Mehdi Zeffane
Mehdi Zeffane (* 19. Mai 1992 in Sainte-Foy-lès-Lyon) ist ein algerisch-französischer Fußballspieler, der auf der Position eines Außenverteidigers spielt.

## Vereinskarriere

### Olympique Lyon
Zeffane stammt aus der Jugendabteilung von Olympique Lyon und durchlief sämtliche Jugendmannschaften. In der Saison 2011/12 spielte er für die Amateure von Lyon, stand aber für drei Spiele im Profikader. In der Saison 2012/13 gab Mehdi Zeffane am 6. Dezember 2012 sein Pflichtspieldebüt für Lyon, als er beim 2:0-Heimsieg in der Gruppenphase der UEFA Europa League gegen Hapoel Ironi Kirjat Schmona über die volle Spielzeit als rechter Außenverteidiger zum Einsatz kam. Er bereitet einen Treffer vor.

### Stade Rennes
Am 12. August 2015 wechselte er zum Ligarivalen Stade Rennes. Am dritten Spieltag beim Spiel gegen seinen Ex-Club war er beim 2:1-Sieg mit einer Vorlage und einem Tor an beiden Toren direkt beteiligt. Der auslaufende Vertrag wurde nicht verlängert. Ab dem 1. Juli 2019 war er vereinslos.

### Weitere Stationen
Am 30. Januar 2020 schloss er sich dem russischen Fußballverein Krylja Sowetow Samara an. Sein Debüt in der Premjer-Liga bestritt er am 28. Februar 2020, dem 20. Spieltag, im Ligaspiel gegen FK Orenburg. Im Januar 2022 verließ er den Verein nach zwei Jahren und wechselte in die türkische Liga zu Yeni Malatyaspor. Nur drei Monate später verließ er den Verein wieder, nachdem dieser die Gehälter diverser Spieler nicht mehr zahlen konnte und Zeffane seinen Vertrag infolgedessen auflöste. Im Juli 2022 schloss er sich Clermont Foot an.

## Nationalmannschaft
Am 13. August 2014 wurde er vom algerischen Nationaltrainer Christian Gourcuff erstmals in das vorläufige Aufgebot der A-Nationalmannschaft für zwei Spiele der Qualifikation zum Afrika-Cup 2015 berufen. Im letzten Qualifikationsspiel, am 19. November gegen Mali, kam Zeffane schließlich zu seinem Debüt im Trikot Algeriens. Er spielte das gesamte Spiel und bekleidete dabei die Position des Rechtsverteidigers. Am 15. Dezember 2014 wurde er in den endgültigen 23er-Kader für die Afrikameisterschaft in Äquatorialguinea berufen.
Mit der Nationalmannschaft gewann er den Afrika-Cup 2019. Zeffane bestritt alle Spiele und stand auch im Finale über 90 Minuten auf dem Platz.

## Erfolge
Nationalmannschaft
- Afrikameister: 2019